# Шуйский, Иван Васильевич Хрен
Князь Иван Васильевич Шуйский по прозванию Хрен — воевода во времена правления  Ивана III Васильевича и Василия III Ивановича.
Из княжеского рода Шуйские. Младший сын князя Василия Васильевича Шуйского по прозванию "Бледный". Имел братьев, князей: известного по родословным  — Юрия Васильевича (умер в младенчестве) и Ивана Васильевича по прозванию "Скопа", родоначальника князей Скопины-Шуйские.

## Биография

### Служба Ивану III
В 1492 году второй воевода войск правой руки в походе к Сиверу. В 1492 и 1495 годах второй воевода полка правой руки в государевых Новгородских походах.  В 1501 году упомянут вторым воеводой Большого полка в псковских областях и походе на Лифляндию. В 1502 году второй воевода Большого полка в походе из Пскова против немцев.

#### Служба Василию III
В 1508 году годовал первым воеводой в Сыренске.
По родословной росписи показан бездетным.

## Критика
В "Российской родословной книге" П.В. Долгорукова князь Иван Васильевич "Хрен" по родословной росписи показан средним сыном (отчего иногда упоминается с прозванием Большой), а князь Иван Васильевич "Скопа" — младшим (отчего иногда упоминается с прозвание Меньшой).
По родословной росписи М.Г. Спиридова, П.Н. Петрова и родословной росписи поданной в 1682 году в Палату родословных дел, князь Иван Васильевич "Хрен" показан младшим сыном (отчего упоминается с прозванием Меньшой). В результате этого происходит путаница двух братьев.